# Demieniszki
Demieniszki – dawna wieś. Tereny, na których była położona, leżą obecnie na Białorusi, w obwodzie witebskim, w rejonie brasławskim, w sielsowiecie Mieżany.

## Historia
W latach 1921–1945 zaścianek a następnie wieś leżała w Polsce, w województwie nowogródzkim (od 1926 w województwie wileńskim) w powiecie brasławskim w gminie Dryświaty.
Według Powszechnego Spisu Ludności z 1921 roku zamieszkiwało tu 37 osób, 18 było wyznania rzymskokatolickiego a 19 staroobrzędowego. Jednocześnie 30 mieszkańców zadeklarowało polską przynależność narodową, 6 litewska a 1 łotewska. Było tu 5 budynków mieszkalnych. W 1931 w 3 domach zamieszkiwało 17 osób.
Miejscowość należała do parafii rzymskokatolickiej w Dryświatach. W 1933 podlegała pod Sąd Grodzki w m. Turmont i Okręgowy w Wilnie; właściwy urząd pocztowy mieścił się w Dryświatach.